# Dom Panien Trzebnickich we Wrocławiu
Domek Romański przy Placu Biskupa Nankiera 8 we Wrocławiu, przy wylocie ul. Jodłowej – odtworzona częściowo po II wojnie światowej wczesnogotycka budowla z początku XIII wieku (wzmiankowana w 1208). Była to siedziba cysterek z Trzebnicy, dlatego nazywano go też "Domem Panien Trzebnickich". Nieopodal, wzdłuż ul. Kotlarskiej, znajdowały się Nowe Jatki, należące do trzebnickiego klasztoru.

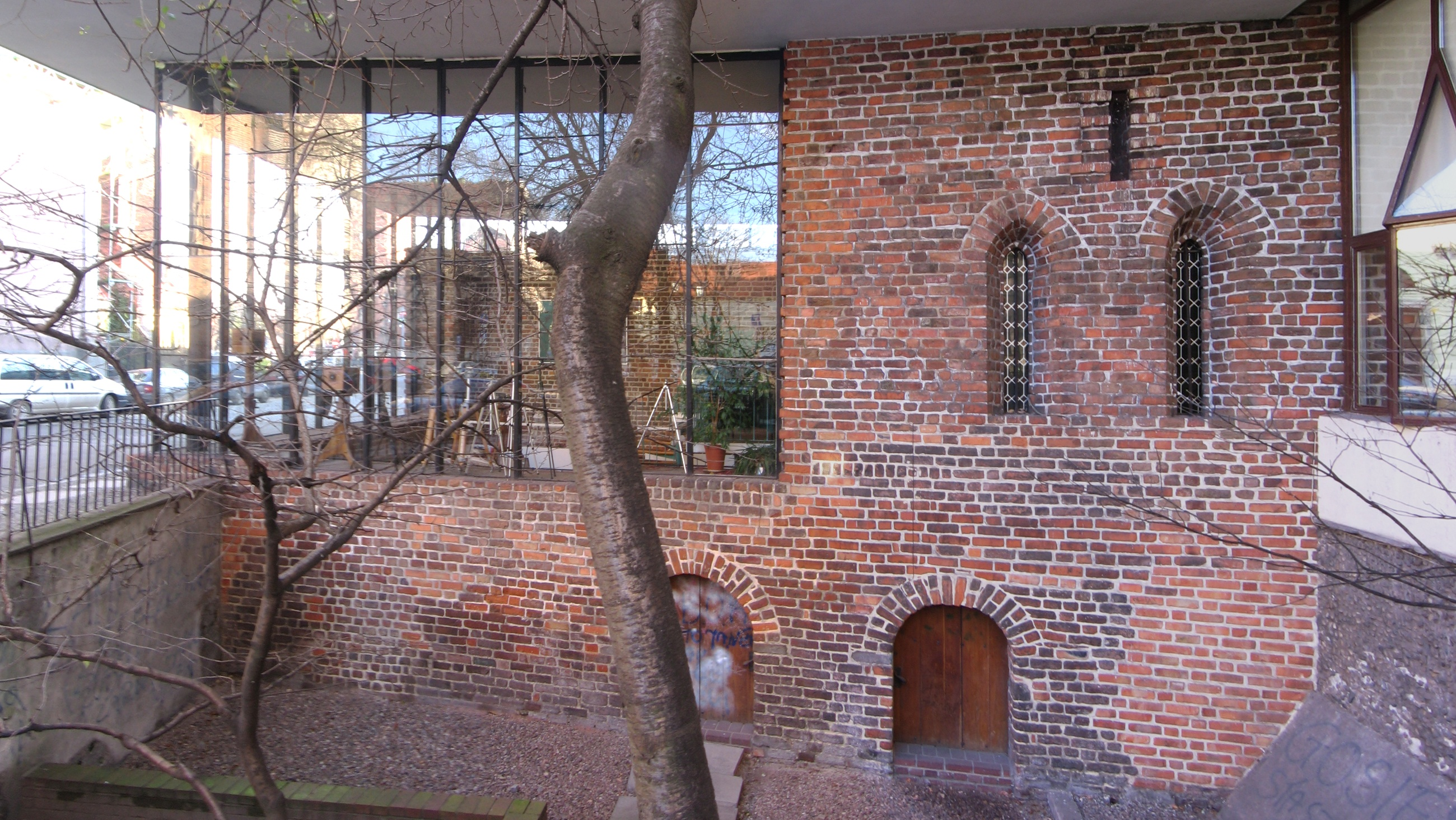
Widok od strony ul. Jodłowej

Budynek ten wzniesiony został na planie trapezu z cegły układanej w wątek wendyjski (dwuwózkowy, zwany też słowiańskim). Romańskie elementy tej budowli (m.in. łuki w centralnej części) sąsiadują w nim z detalami gotyckimi (m.in. oknami i łukami sklepień). Na każdej z dwóch kondygnacji budynku znajdowały się pierwotnie po trzy pomieszczenia. Pozostawał – wielokrotnie przebudowywany – własnością zakonną aż do kasaty klasztorów w 1810 roku.
Po zniszczeniach podczas II wojny światowej budynków rejonu pl. Nankiera i Nowego Miasta odkryto w 1959 zabytkowe fragmenty najstarszego założenia architektonicznego budynku znajdujące się pod poziomem ulicy. Kilka lat później, w latach 1966–1969, częściowo je odtworzono według projektu Henryka Dziurli. Przez osiem stuleci istnienia poziom sąsiadujących ulic podniósł się do wysokości górnej kondygnacji budynku tak, że dziś do wejścia schodzi się z ulicy po schodach. W południowej części dolnej kondygnacji zachowały się fragmenty sklepień kolebkowych, a na górnej kondygnacji – sklepienia krzyżowe. Podczas odbudowy w części budynku usunięto strop, łącząc kondygnację górną i dolną, a całość przekryto współczesnym żelbetowym stropodachem; nadziemną część budynku przeszklono od zewnątrz i zaadaptowano go na potrzeby galerii fotograficznej pod patronatem Ośrodka Kultury i Sztuki we Wrocławiu; później galeria przekształciła się w Foto-Medium-Art, następnie w "Dolnośląskie Centrum Fotografii Domek Romański", a obecnie funkcjonuje tu "Galeria FOTO-GEN". W kwietniu 2017 roku w fasadę budynku wmurowano wykonaną z brązu tablicę upamiętniającą cysterską fundację "Domu Panien Trzebnickich". 